# بابلیو
بابلیو (انگلیسی: Babelio) شرکت انتشارات فرانسوی است، که در سال ۲۰۰۷ تأسیس شد.